# Pachycymbiola brasiliana
Pachycymbiola brasiliana (nomeada, em inglês, brazilian volute e, em português, caracol negro; embora seja um caramujo; durante o século XX, e até o início do século XXI, cientificamente denominada Adelomelon brasiliana, ou Adelomelon brasilianum) é uma espécie de molusco gastrópode marinho pertencente à família Volutidae. Foi classificada por Jean-Baptiste Lamarck, com a denominação de Voluta brasiliana, em 1811; no texto "Suite de la détermination des espèces de Mollusques testacés. Volute (Voluta)"; publicado nos Annales du Muséum d'Histoire Naturelle. 17. Sua distribuição geográfica abrange o sudoeste do oceano Atlântico, entre o Rio de Janeiro, no sudeste do Brasil, até a província de Río Negro, na Argentina. Esta espécie de caramujo atinge até os 20 centímetros de comprimento. Pode ser usada na alimentação. No Uruguai ela tem sido explorada comercialmente pela pesca, em pequena escala, desde o início da década de 1990. Também pode ser encontrada nos sambaquis da costa brasileira.

A espécie P. brasiliana tem como habitat as águas moderadamente geladas ao sul da América do Sul; no Brasil, Uruguai e Argentina.[3]

## Descrição da concha e hábitos
Concha globosa, com espiral baixa, de até 6 voltas, e protoconcha arredondada. Sua superfície apresenta coloração creme a branco-acinzentada, dotada de linhas de crescimento visíveis e tubérculos, ou protuberâncias, fortes e destacadas; chegando até sua volta final, que apresenta abertura ampla, ocupando 4/5 de toda a concha (quase a totalidade do seu comprimento), quando vista por baixo, possuindo um lábio externo levemente espessado e columela com duas fortes pregas oblíquas. O interior da abertura e região da columela apresenta coloração de laranja-rosada a levemente amarronzada em algumas áreas, com canal sifonal curto e largo. Esta espécie carece de opérculo e tem concha revestida por um perióstraco negro-acastanhado e aderente. Pode ser encontrada com anêmonas e cracas (organismos epibiontes) em sua superfície.
É encontrada em costas arenoso-lodosas em até 77 metros de profundidade, se alimentando de bivalves.

## Reprodução e oviposição
Segundo estudo realizado em Mar del Plata, Argentina, com espécimes coletados numa profundidade de 15 metros, a época reprodutiva de Pachycymbiola brasiliana se estende de setembro a abril (primavera e verão austrais), mostrando sincronização com a temperatura da água marinha. O tamanho mínimo das conchas, para a maturidade sexual das gônadas de machos e fêmeas, é de pouco mais de 10 centímetros de comprimento, sendo uma espécie com uma lenta taxa de crescimento e muito sensível à poluição. Suas cápsulas de ovos, translúcidas e amareladas, soltas, gigantescas e esféricas (conhecidas como cápsulas ovígeras), são arremessadas nas praias, possuindo de 5 a 6 centímetros de diâmetro e contendo de 5 a 33 embriões (RIOS, 1994 Op. cit., cita de 9 a 20), em seu interior. Possuindo concentrações de proteínas e carboidratos, elas possibilitam um desenvolvimento e metamorfose completos, em torno de 90 dias. Este é o único volutídeo sul-americano que possui cápsulas ovígeras liberadas diretamente na água, capazes de se deslocar por até 700 quilômetros de distância.

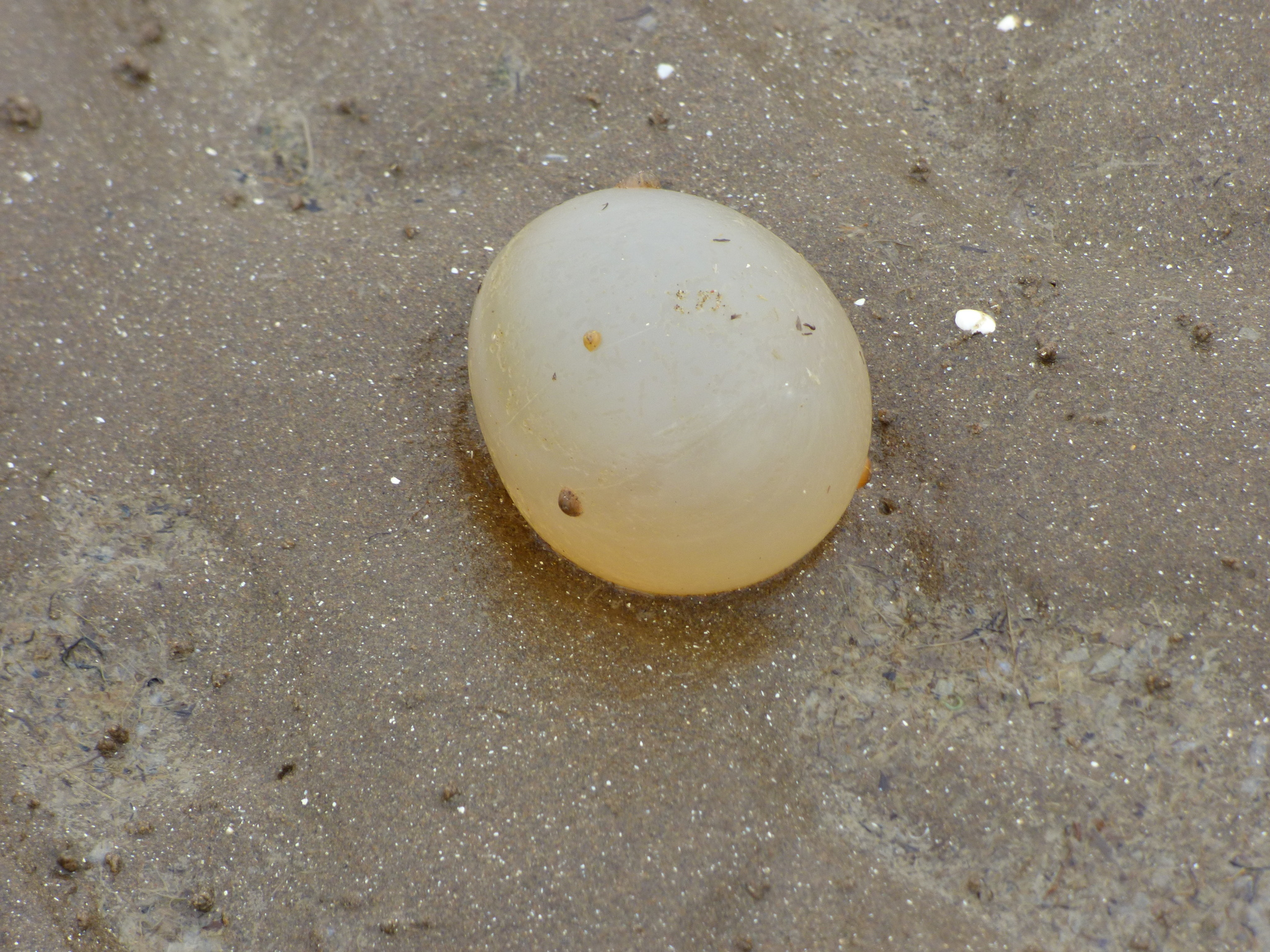
Uma cápsula de ovos de P. brasiliana em uma praia da província de Buenos Aires, Argentina.